# Rebecca Marshall
Rebecca Marshall, död efter 1677, var en engelsk skådespelare. Hon tillhörde de första kvinnliga skådespelarna i England sedan yrket där hade öppnats för kvinnor år 1660.
Hon var engagerad vid King's Company 1663-1676 och Duke's Company 1676-1677. 
Hon spelade flera huvudroller, hade en framgångsrik karriär och uppskattades för sitt vida register. Hon var syster till Anne Marshall och även känd för sin fejd med Nell Gwynn.